# Fjarðarfjall
Fjarðarfjall är ett berg i republiken Island. Det ligger i regionen Austurland, 300 km öster om huvudstaden Reykjavík. Toppen på Fjarðarfjall är 886 meter över havet.
Närmaste större samhälle är Höfn, omkring 11 kilometer väster om Fjarðarfjall. Trakten runt Fjarðarfjall består i huvudsak av gräsmarker.